# Alberto (ur. 1966)
Alberto, właśc. Alberto Carlos Félix da Silva (ur. 31 października 1966 w Santa Rita) – brazylijski piłkarz, występujący podczas kariery na pozycji pomocnika.

## Kariera klubowa
Alberto karierę piłkarską rozpoczął w klubie Fluminense FC w 1986. We Fluminense 13 września 1986 w wygranym 1-0 meczu z Coritibą Alberto zadebiutował w lidze brazylijskiej. W latach 1988–1990 występował kolejno w Ituano Itu, Vitórii Salvador, Américe São José do Rio Preto i SC Internacional. W barwach Ituano w 1990 Alberto był królem strzelców ligi stanowej São Paulo.
W latach 1991–1992 i 1993-1994 był zawodnikiem Bragantino Bragança Paulista. W 1993 będąc zawodnikiem Remo Belém Alberto zdobył jedyne trofeum w swojej karierze w postaci mistrzostwo stanu Pará – Campeonato Paraense. W latach 1995–1996 występował kolejno w: Cruzeiro EC, Guarani FC i Coritibie. W Coritibie 26 października 1996 wygranym 3-2 wyjazdowym meczu z CR Vasco da Gama Alberto po raz ostatni wystąpił w lidze. Ogółem w latach 1986-1996 w lidze brazylijskiej wystąpił w 159 meczach, w których strzelił 23 bramki. Karierę zakończył w 2003 w Londrinie.

## Kariera reprezentacyjna
Jedyny raz reprezentacji Brazylii Alberto wystąpił 16 grudnia 1993 w wygranym 1-0 towarzyskim meczu z reprezentacją Meksyku.